# Выборы в Государственное собрание — Курултай Республики Башкортостан (2023)
Выборы депутатов Государственного собрания — Курултая Республики Башкортостан проведены в Республике Башкортостан 10 сентября 2023 года в единый день голосования. Количество депутатов прежнее — 110. Выборы прошли по смешанной избирательной системе. Для попадания по пропорциональной системе партиям необходимо было преодолеть 5 %-й барьер. Срок полномочий депутатов — пять лет.
По одномандатным округам избирается 55 депутатов.
Выборы были назначены 21 июня. Голосование проводилось один день с 7 ч утра до 21 ч . 
Одновременно также прошли выборы в органы местного самоуправления. На местных выборах проводилось досрочное голосование с 31 августа 2023 года.

## Участвующие партии
В Избирком подали документы 10 партий.
- ЕР
- Зеленые
- КПРФ
- ЛДПР
- Новые люди
- Партия Роста
- Родина
- РППС
- СРЗП
- Яблоко

В бюллетень по Общереспубликанскому округу занесено 5 списков:
| № | Партия     | Общереспубликанский список     | Кандидаты | Группы | Статус          |
| - | ---------- | ------------------------------ | --------- | ------ | --------------- |
| 1 | КПРФ       | Култугужин• Старов • Шайнуров  | 93        | 43     | Зарегистрирован |
| 2 | СРЗП       | Нагорный                       | 105       | 45     | Зарегистрирован |
| 3 | Новые люди | Хамитов • Давлетшин• Гайсина   | 152       | 55     | Зарегистрирован |
| 4 | ЛДПР       | Слуцкий • Сухарев • Иванов     | 113       | 55     | Зарегистрирован |
| 5 | ЕР         | Хабиров • Загидуллина • Галеев | 164       | 55     | Зарегистрирова  |

## Фальсификации
В Нефтекамске днём на выборах были зафиксированы вбросы бюллетеней. В это же время глава КПРФ по Республике Башкортостан заявил о преследованиях его лично.
По результатам объявленным в Едином избирательном округе всего было зарегистрировано 2 989 078 избирателей. На участках выдали 1 459 985 бюллетеней, вне помещений избирательных участков выдано 85 928 бюллетеней, обеспечив общую явку в 51,72%, но в переносных урнах вернули только 85 654. Пропали не известно где  274 бюллетеня . В стационарных урнах по протоколам оказалось только 1 457 700 бюллетеней - пропали еще 2 285 бюллетеней. Список Единой России, набрав 1 063 631 голосов или 68,92%, получил 41 мандат или 74,55%, что является нарушением пропорционального распределения мандатов. Список КПРФ, набрав 180 696 голосов или 11,71%, получил 6 мандатов или 10,91%.. Еще 12 910 бюллетеней по не объявленным конкретным причинам признаны не действительными. 
Список партии  Справедливая Россия получил в целом по Единому округу 114056 голосов, что составило 7, 39%,  но в региональной группе 2 Инорсовской,  как то получил 25,41%. Другой такой аномальный результат из 55 региональных групп только в 10 Центральной - 25,11%. 